# Gheorghe Cucu
Gheorghe Cucu (n. 11 februarie 1882, Puiești, județul Tutova – d. 24 august 1932) a fost un compozitor, dirijor și folclorist român.
A fost un clasic al muzicii corale românești. De la el au rămas peste 100 de piese muzicale, unele tipărite. Prin folosirea creatoare a cântecului popular în lucrările sale corale, a contribuit la dezvoltarea școlii muzicale naționale românești. Autor al unor lucrări de bază în acest sens, caracterizate prin conținut realist și umor, prin intonație populară și măiestrie a compunerii („Frumosul vine pe apă”, 1931; „Haz de necaz”). A armonizat colinde și a scris muzică bisericească.

## Biografie
În comuna Puiești a județului Tutova a văzut lumina zilei la 11 februarie 1882, ca al șaselea copil din cei nouă, al țăranului sărac și ciobotarului Vasile Cucu și al Smarandei Cucu.
În Bârlad urmează cursurile școlii primare ( 1890 – 1894 ) și ale Școlii de cântăreți bisericești, având profesor pe psaltul Damian Rânzescu (director), pe profesorul de teorie – solfegii și dirijorul corului bisericii “Domneasca”, Athanasie Popovici, și pe psaltul Ion Botoi. Pleacă la Brăila unde se angajează tenor al bisericii Sfinții Voievozi.
A urmat cursurile Conservatorului din București (1890 – 1905) cu profesorul Eduard Wachmann, Dumitru Chiriac și Gheorghe Brătianu.
Devine cântăreț de strană la Biserica Brezoianu (1901 – 1904) la care devine dirijorul corului ei (1904 – 1932). Între timp (1901 – 1907 și 1912 – 1928) a fost dirijor secund al Corului Carmen.
A urmat un Curs pregătitor de Armonie și Contrapunct la Conservatorul Național din Paris (din 1907) și la Schola Cantorum din Paris, cu Vincent d’Indy (Contrapunctul și orchestrația). Acolo a fost dirijorul corului capelei române (1907 – 1911).
Întors în țară (1911) se angajează “maestru suplinitor de muzică” în Pitești (1912–1915), Turnu Severin (1915) și Slatina. A fost dirijorul corului Mitropoliei bucureștene, la care a rămas în anii 1916 – 1919. A obținut premiul al doilea “George Enescu” pentru “coruri religioase” (1919), Premiul Societății Compozitorilor pentru culegeri de folclor (1925), Medalia de aur a expoziției din 1906. A funcționat ca profesor provizoriu la Catedra de Teorie și Solfegii la Conservatorul din București (1920), profesor la Seminarul “Nifon” din București (1920–1932), profesor de Armonie la Academia de Muzică Religioasă din Capitală (1928 – 1932).
Moare în București la 24 august 1932, fiind înmormântat la cimitirul Ghencea.